# Trichophysetis nigripalpis
Trichophysetis nigripalpis is een vlinder van de familie van de grasmotten (Crambidae), uit de onderfamilie van de Glaphyriinae. De wetenschappelijke naam van deze soort is voor het eerst voorgesteld als Callinaias nigripalpis door William Warren in een publicatie uit 1896.
De soort komt voor in India (Meghalaya).